# Оффель, Катарина
Катарина Оффель (род. 8 декабря 1976 года в Розенхайме) — немецкая и украинская всадница, специализирующейся на соревнованиях по конкуру. Цвета Украины защищала с 2005 по 2014 год. Участница двух Олимпийских игр 2008 и 2012 года.

## Биография
Катарина Оффель родилась в немецком Розенхайме, однако росла в другом баварском городе под названием Бухлоэ. Конным спортом начала заниматься в восьмилетнем возрасте и довольно быстро достигла первых успехов в конкуре и троеборье. В 1992 году произошло решающее событие в карьере Оффель — она продолжила оттачивать мастерство верховой езды в конюшне Moksel AG, руководителем которой в то время был Лудгер Беербаум. В распоряжение Оффель был предоставлен конь Stroke of Luck, с которым ей довольно быстро покорились первые сложные прыжки. В 1996 году Оффель присоединилась к команде частной конюшни близ Аугсбурга, где и приняла участие в своём первом заезде.
С 1998 года начала жить в городе Ломар (Северный Рейн-Вестфалия). С того времени карьера Катарины неуклонно шла вверх. В 2001 году Оффель в составе сборной Германии одержала победу в командных соревнованиях в Братиславе и Будапеште, а также заняла призовые места в целом ряде европейских Гран-при. В следующем году во второй раз подряд завоевала бронзовую награду чемпионата Германии по конкуру и снова попала на пьедестал почёта в некоторых международных турнирах. В 2004 году Катарина Оффель впервые в карьере стала чемпионкой Германии среди женщин на коне A la Ballerina.
Учитывая большую конкуренцию в составе сборной Германии, в 2005 году Катарина решила откликнуться на предложение президента Федерации конного спорта Украины Александра Онищенко и принять украинское гражданство, начав выступления на международных соревнованиях под флагом Украины. Первым серьёзным испытанием в новом статусе для всадницы стал чемпионат Европы по конкуру 2005, где она заняла 16-е место в индивидуальном зачёте. Успешными для украинской сборной, цвета которой защищала Оффель, стали Всемирные конные игры 2006, на которых Катарина заняла 22 место, а в командном зачёте сборная Украины заняла четвёртую позицию и впервые в истории получила право выступать на Олимпийских играх в Пекине.

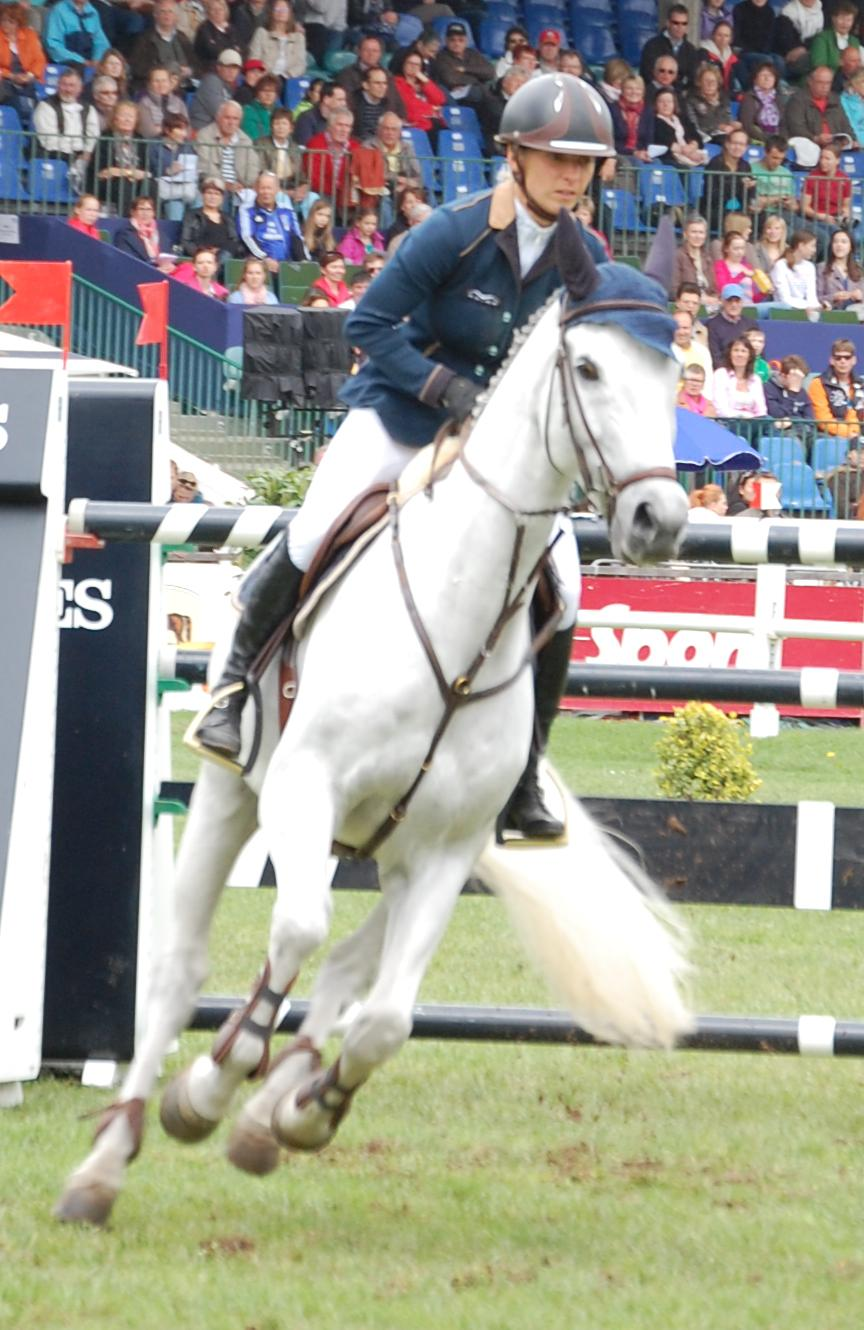
Катарина Оффель (2013)

За год до олимпийских соревнований украинская всадница продемонстрировала весьма неплохой результат на чемпионате Европы 2007 в Мангейме, показав на лошади Lord Spezi 17-й результат в индивидуальном зачёте. Однако выступление на самих Играх было провальным — лишь 59-е место в личном зачёте и 11-е в командном. Возможно, причиной этого стали перенесённые незадолго до того роды, из-за которых спортсменка даже могла пропустить главные соревнования четырёхлетия.
Всемирные конные игры 2010 в Лексингтоне также оказались неудачными как для самой Катарины, так и для всей украинской сборной. Оффель на лошади La Bomba 3 заняла лишь 44-е место, а в целом украинцы довольствовались лишь 16-м результатом. Впрочем, главной причиной этого стала недоукомплектованность команды — вместо четырёх всадников в соревнованиях принимали участие только трое. В том же году всадница приостановила сотрудничество с украинским конным клубом «Донбасс Эквицентр».
2012 год начался для Катарины довольно удачно. В составе сборной она стала победителем Кубка Наций FEI, который состоялся в австрийском Линце. Эти соревнования рассматривались как основной этап подготовки к главным спортивным соревнованиям планеты и давали возможность рассчитывать на приличные результаты в Лондоне. Однако на Олимпийских играх 2012 года Катарина Оффель на лошади Vivant выбыла после второго раунда квалификации, набрав 16 штрафных баллов и заняв в итоге 58-е место в индивидуальном зачёте. Выступление в команде тоже оказалось не слишком удачным — лишь 14-е место.
В сентябре 2013 года Оффель перебралась в Випперфюрт. В начале 2015 года она переехала в более крупный конный центр в голландском Ситтард-Гелене. Осенью 2017 года она снова сменила место жительства, Оффель переехала в Бемелен, в нескольких километрах от Маастрихта.
Спустя почти два с половиной года после возвращения на родину Оффель снова выступила за Германию в Кубке Наций в мае 2018 года.
В 2021 году завоевала бронзовую медаль в женском зачёте чемпионата Германии в Бальве на лошади по имени Хёрст.